# Ännchen von Tharau (1954)
Ännchen von Tharau ist ein deutscher Heimatfilm aus dem Jahr 1954 von Wolfgang Schleif mit Ilse Werner in der Titelrolle sowie Heinz Engelmann und Helmuth Schneider in den männlichen Hauptrollen. Die Geschichte wurde vom gleichnamigen ostpreußischen Volkslied inspiriert.

## Handlung
Anna „Ännchen“ Wittkuhn wurde bei Kriegsende 1945 von Polen und Russen aus ihrer ostpreußischen Heimat vertrieben und ist nun in der Bundesrepublik gelandet. In einem mainfränkischen Weinort hat sie eine Anstellung als Kellnerin gefunden. Als Mutter wider Willen kümmert sie sich um den kleinen Jungen Utz, der wie sie heimatlos geworden ist. Auf der Flucht hat Anna Utz von einer Sterbenden überantwortet bekommen und das Kind später als das Ihre ausgegeben. Ebenso übergab die leibliche Mutter Anna ein Foto und den Namen des Vaters des Kindes, eines gewissen Oberleutnants Ulrich Lessau von einer Fliegereinheit. Dieser ehemalige Soldat ist seit Kriegsende verschollen.
Ännchen wird schon seit langem von dem attraktiven Weingutsbesitzer Adrian Rotenbach umworben, der sie unbedingt zu seiner Frau machen will. Ihr zum Gefallen lässt er vor ihrem Wirtshaus sogar einen Chor aufmarschieren, der ihr das Ständchen Ännchen von Tharau darbietet. Anna liebt den reichen Mann jedoch nicht und verhält sich deshalb sehr zögerlich.
Eines Tages begegnet die junge Frau einem Mann, der mit seinem Fahrgeschäft in den Weinort gekommen ist. Er gehört einer umherreisenden Jahrmarktstruppe an. Rasch erkennt Ännchen, dass es sich bei ihm um den verschollenen Vater von Utz handelt, denn die wenigen Unterlagen sowie ein Foto, das die leibliche Mutter von Utz Ännchen übergeben hat, lassen keinen Zweifel daran. Ännchen hat panische Angst, den Jungen an den Fremden übergeben zu müssen, und vertraut sich in ihrer Sorge dem Organisten Dr. Bruns an. Der rät ihr, endlich dem Werben Rotenbachs nachzukommen und dessen Ehefrau zu werden. Damit hätte der Junge wenigstens formell einen Vater und wäre wie sie auch versorgt.
Utz und der kumpelhafte, handfeste Ulrich beginnen sich rasch anzufreunden. Derweil versucht sich Ännchen an den Gedanken zu gewöhnen, in die Winzerfamilie Rotenbach einzuheiraten. Als sie in ihre Gaststätte zurückkehrt, sieht sie Ulrich mit Dr. Bruns sprechen. Sofort steigt in ihr die Panik hoch, dass Dr. Bruns Ulrich etwas über dessen Vaterschaft von Utz gesagt haben könnte, was aber nicht der Fall ist. Als etwas später ein schwerer Sturm aufkommt, hält sich der Junge gerade im Zirkuszelt auf. Ännchen und Ulrich kommen hinzu und sehen, wie sich ein Balken von der Verstrebung löst. Ulrich wirft sich auf den Jungen, um diesen zu schützen, wird dabei aber verletzt. Nun kann er vorerst nicht, wie geplant, mit seinem Fahrgeschäft weiterziehen. Während Adrian Anne drängt, als Bedienung aufzuhören und endlich seine Frau zu werden, zeichnet sich für Ulrich unverhofft eine ganz neue Berufsmöglichkeit ab, die ihn zugleich an diesen Ort binden könnte. Ulrich verfügt seit seiner Ausbildung über ein großes Zeichentalent, von dem auch Ingenieur Grabner etwas mitbekommt. Grabner bietet Lessau an, in seinem Büro als Zeichner zu arbeiten. Dann aber entscheidet sich Ulrich um und kehrt zu seinen Leuten, dem fahrenden Volk, zurück. Als Utz davon hört, lässt er sich, ohne seine Mutter zu informieren, von einem Rheinschiffer nach Würzburg mitnehmen, um seinen guten Freund Ulrich wiederzusehen. Sofort reisen Ännchen und Rotenbach hinterher. Jetzt erst gesteht Anne Ulrich, dass er der Vater des blonden Jungen ist. Ulrich ist vollkommen perplex. Ulrich gesteht Anne seine Liebe, und endlich können die drei eine richtige Familie werden.

## Produktionsnotizen
Die Studioaufnahmen zu Ännchen von Tharau entstanden im Mai 1954 in Berlin-Tempelhof, die Außenaufnahmen in den mainfränkischen Orten Ochsenfurt (Alte Mainbrücke, Unteres Tor, Neues Rathaus mit Lanzentürmchen), Sulzfeld (Oberes Maintor), Miltenberg (Marktplatz), Wertheim, Würzburg (Alte Mainbrücke) und Amorbach. Zu sehen ist außerdem die Mainschleife bei Volkach. Um den fiktiven Ort Münster-Mainheim zu erschaffen, in dem der Film spielt, kombinierte man Aufnahmen aus Miltenberg, Sulzfeld am Main und Ochsenfurt so miteinander, dass der Eindruck entsteht, es handele sich um ein und dieselbe Stadt.
Der Film wurde am 5. August 1954 in Würzburg uraufgeführt, die Berliner Premiere folgte 22 Tage später.
Apollo-Film-Produzent Willie Hoffmann-Andersen übernahm auch die Herstellungsleitung, Fritz Hoppe die Produktionsleitung. Wilhelm Vorwerg entwarf die von seinem jüngeren Bruder Max Vorwerg umgesetzten Filmbauten, Trude Ulrich die Kostüme. Hugo Schott war einfacher Kameramann, Michael Marszalek sorgte für die Standfotos.
Für die beiden Schauspielveteranen Ludwig Schmitz und Victor Janson war dies der letzte Film.

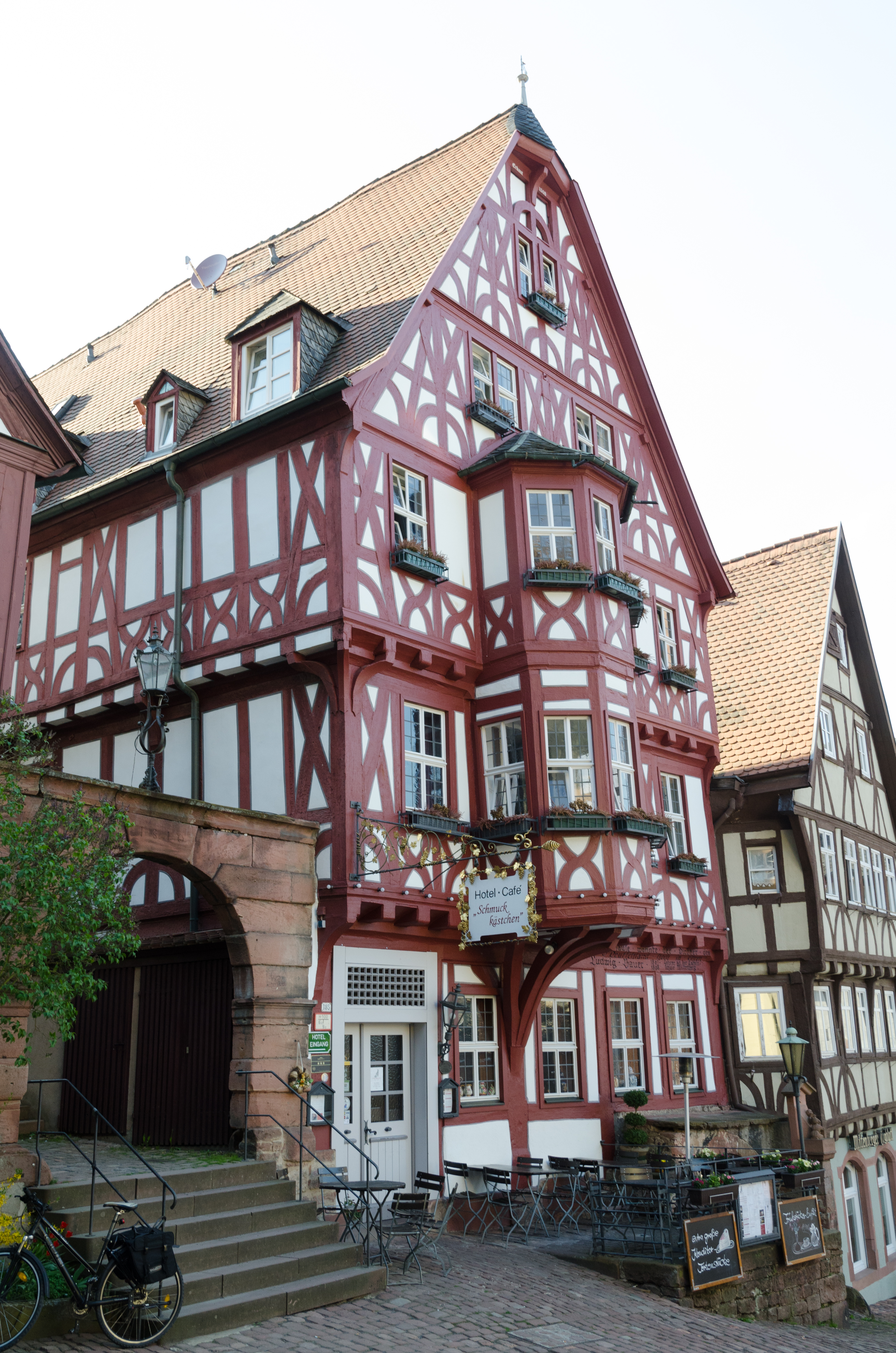
Das Haus Hauptstraße 185 in Miltenberg diente in dem Film Ännchen von Tharau als „Wirtshaus zum goldenen Anker“

## Kritiken
Der Spiegel schrieb: „Ilse Werner mit leicht verhärtetem Liebreiz als Ännchen, eine Ostpreußin am Main, ‚Engel der Heimatvertriebenen‘, vielumworbene Kellnerin, Weinbauernbraut und jungfräuliche, aber vorbildliche Mutter. Abgesehen von einigen netten, trockenen Rummelplatzmomenten setzte Wolfgang Schleif, der Regisseur, sein Publikum auf einem Meer von Tränen aus.“
Im Lexikon des Internationalen Films heißt es: „Gut fotografierte, volkstümliche Unterhaltung, gefühlvoll und stimmig inszeniert.“